# Vi slåss för vår framtid
Vi slåss för vår framtid är en dubbelsingel av musikgruppen Knutna Nävar som gavs ut 1972 på Ungkommunistens förlag.

## Låtlista
1. "Det är något konstigt med friheten" - 3:00
2. "Hallå där bonde" - 4:00
3. "Richard Dollarhjärta" - 4:23
4. "Vi slåss för vår framtid" - 3:49